# Edgar Moreau

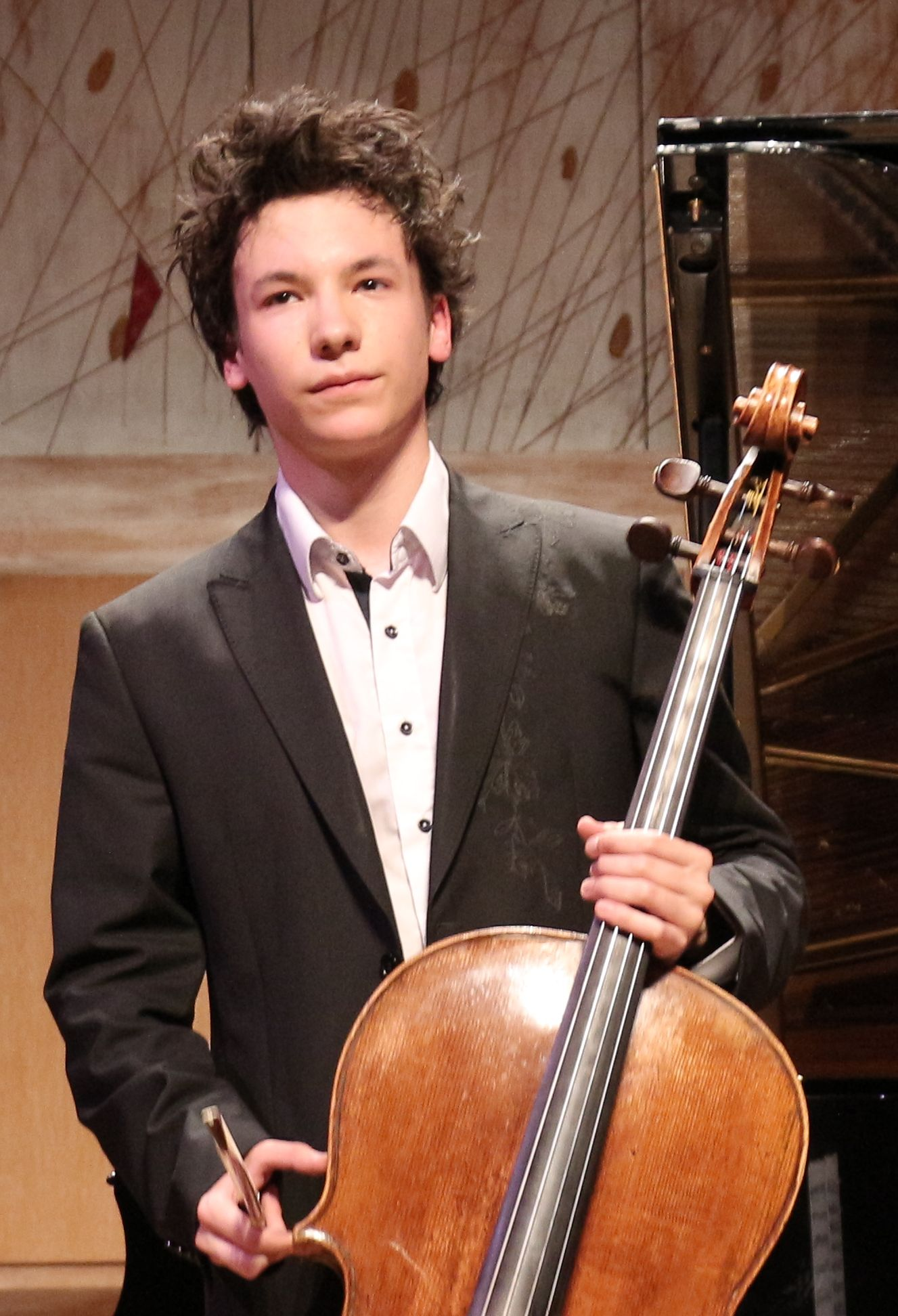
Edgar Moreau (2013)

Edgar Moreau (* 3. April 1994 in Paris) ist ein französischer klassischer Cellist.

## Leben und Wirken
Edgar Moreau wurde am 3. April 1994 in Paris geboren. Als Sohn von Antiquitätenhändlern begann er mit 4 Jahren Cello zu spielen, nachdem er auf einem Stadtrundgang mit seinem Vater in einem Antiquitätengeschäft Cellospiel gehört hatte. Im Alter von sieben Jahren lernte er Klavier. 2010 wurde er am Konservatorium von Boulogne-Billancourt hierfür mit einem Preis ausgezeichnet. Nach dem Unterricht bei Xavier Gagnepain führte er seine Studien am Nationalen Konservatorium für Musik und Tanz in Paris in der Cello-Klasse von Philippe Muller und in der Kammermusikklasse von Claire Désert fort.
Mit 15 Jahren gewann er den Jugendpreis beim Rostropovich-Wettbewerb und mit siebzehn Jahren den zweiten Preis beim Internationalen Tschaikowski-Wettbewerb. Im Jahr 2013 unterschrieb er einen exklusiven Vertrag mit dem Label Erato. 2014 wurde seine erste Aufnahme, ein Recital von Cello- und Klavierstücken, die er zusammen mit Pierre-Yves Hodique eingespielt hatte, veröffentlicht. Er erhielt die Auszeichnungen Révélation soliste instrumental de l'année (Instrumentalsolist-Entdeckung des Jahres 2013) bei der Victoires de la musique classique 2013 und Soliste instrumental de l'année (Instrumentasolist des Jahres) 2015. Von 2015 bis 2018 gehörte Moreau zu den Jungen Wilden des Konzerthauses Dortmund. Am 27. November 2015 führte er die Sarabande der zweiten Suite von Jean-Sebastien Bach anlässlich Gedenkfeier für die Opfer der Anschläge vom 13. November 2015 in Paris auf. 2019 veröffentlichte Moreau das Album „Offenbach, Gulda“. Auf diesem Album spielte er Offenbachs „Grand Concerto G-Dur“ sowie das Konzert für Cello und Blasorchester von Gulda ein. 2020 folgte "A Family Affair", auf dem Edgar Moreau zusammen mit seinen Geschwistern Jérémie Moreau (Klavier),  Raphaëlle und David (beide Violine) Werke von Erich Wolfgang Korngold und Antonin Dvorak eingespielt hat.